# 菱叶紫菊
菱叶紫菊（学名：Notoseris rhombiformis）是菊科紫菊属的植物，为中国的特有植物。分布在中国大陆的云南等地，生长于海拔2,700米的地区，多生长在林下，目前尚未由人工引种栽培。